# مفتاح الفراغ

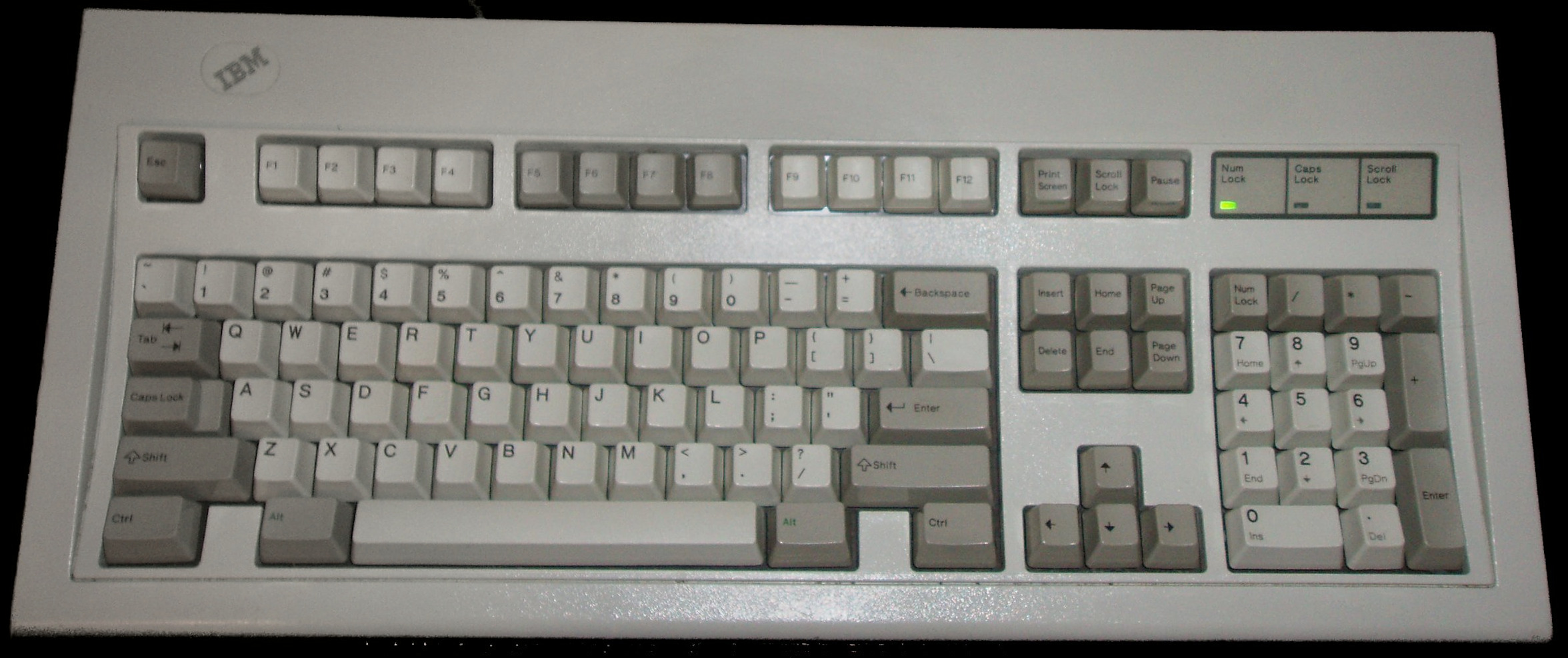
لوحة مفاتيح، زر مفتاح المسافة في أسفل لوحة المفاتيح

 مِفتاح الفراغ (بالإنجليزية: Spacebar)‏ هو مفتاح موجود في لوحة المفاتيح على شكل شريط أفقي في الصف الأسفل، على أتساع أكبر بكثير من مفاتيح أخرى. ويتمثل الغرض الرئيسي لعمل مسافة، على سبيل المثال، بين الكلمات أثناء كتابة. وهو كبيرة بما فيه الكفاية بحيث تستطيع الضغط عليه بالإبهام من أي يد.
اعتمادا على نظام التشغيل، مفتاح المسافة المستخدم مع مفاتيح أخرى لها وظائف مثل تغيير حجم أو إغلاق النافذة الحالية، نصف المسافة، أو حتى الحذف. في متصفحات الويب، مفتاح المسافة يسمح عادة للمستخدم التمرير لأسفل أو إلى التمرير لأعلى عند استخدام مفتاح المسافة مع زر التنقل.
في العديد من البرامج لتشغيل وسائل الإعلام المرئي، يتم استخدام مفتاح المسافة لإيقاف واستئناف القراءة، أو لدفع يدويا من خلال النص.